# Glypholecia
Glypholecia — рід лишайників родини Acarosporaceae. Назва вперше опублікована 1853 року.

## Будова
Спори кулясті, 3,5—4 мкм у діаметрі. Слань біла чи блідо-бурувата, вкрита густою білою поволокою. Апотеції складні. Лусочки слані значно більші, 5—25 мм завширшки, прикріплюються до субстрату гомфом. Водорості Protococcus.

## Галерея

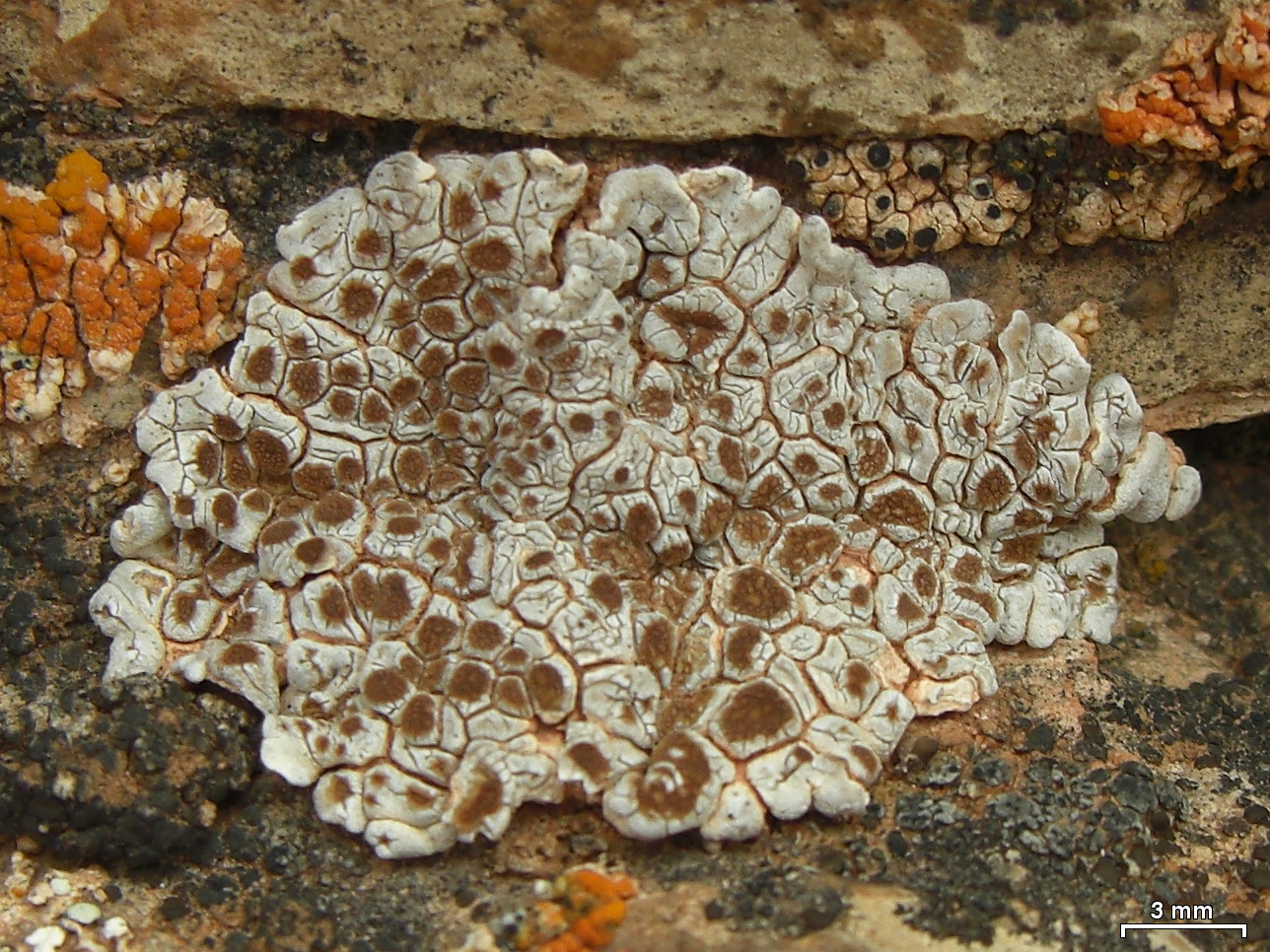
Glypholecia scabra
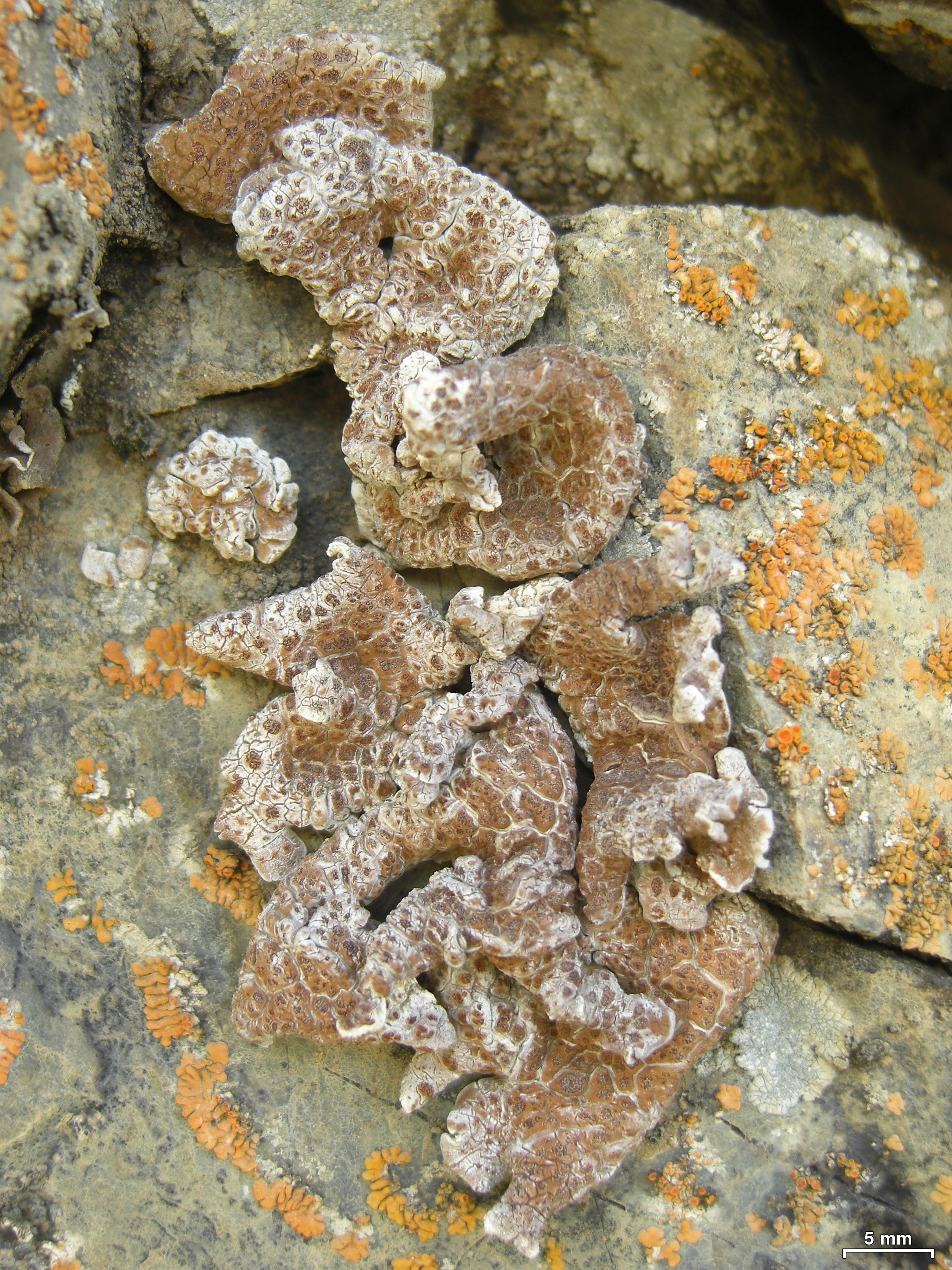
Glypholecia scabra
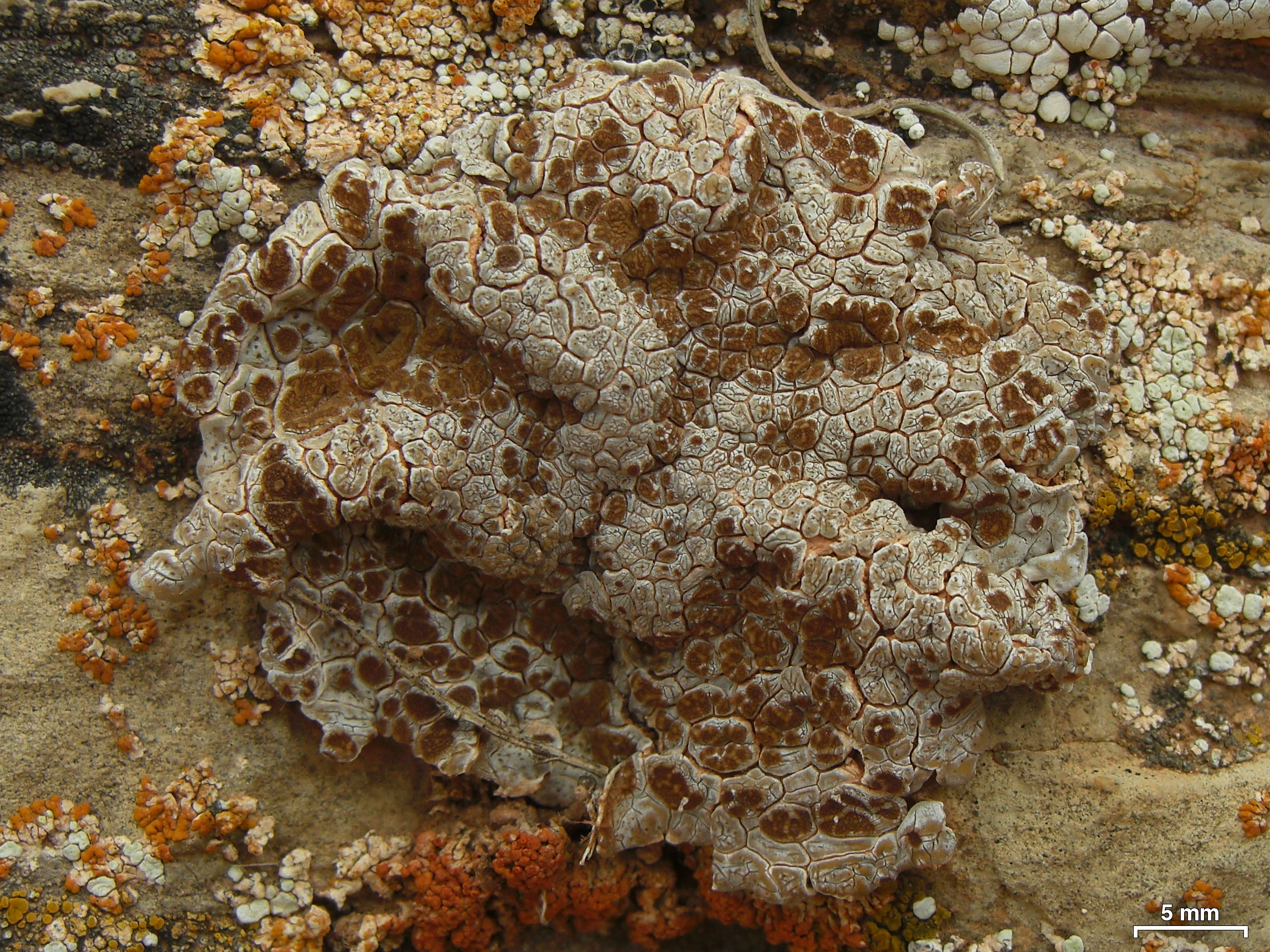
Glypholecia scabra